# Valaská
Valaská – wieś (obec) na Słowacji położona w kraju bańskobystrzyckim, w powiecie Brezno. Pierwsze wzmianki o miejscowości pochodzą z roku 1528.
Według danych z dnia 31 grudnia 2012, wieś zamieszkiwały 3873 osoby, w tym 1965 kobiet i 1908 mężczyzn.
W 2001 roku rozkład populacji względem narodowości i przynależności etnicznej wyglądał następująco:
- Słowacy – 91,97%
- Czesi – 1,06%
- Niemcy – 0,05%
- Polacy – 0,03%
- Romowie – 5,18%
- Ukraińcy – 0,03%
- Węgrzy – 0,21%

Ze względu na wyznawaną religię struktura mieszkańców kształtowała się w 2001 roku następująco:
- Katolicy rzymscy – 69,26%
- Grekokatolicy – 0,8%
- Ewangelicy – 4,32%
- Prawosławni – 0,18%
- Husyci – 0,03%
- Ateiści – 20,3%
- Przedstawiciele innych wyznań – 0,05%
- Nie podano – 3,83%